# ⱴ
ⱴ یا V ِپیچ‌دار یک حرف الفبای لاتین است و کاربردش در آوانگاری زبان‌های آفریقایی است. این نماد نشان‌دهندهٔ آوای ضربه لبی‌دندانی را می‌رساند. ⱴ در حدود ۶۰ سال پیش ابداع‌شد. از ۲۰۰۵ میلادی، حرف v با قلابی در سوی راست (ⱱ) آن نشان‌دهندهٔ این آوا در الفبای آوانگاری بین‌المللی می‌باشد.